# 何塞·巴斯孔塞洛斯
何塞·巴斯孔塞洛斯·卡尔德隆（西班牙語：José Vasconcelos Calderón，1882年2月28日—1959年6月30日），是墨西哥作家、哲学家和政治家，他被称为墨西哥革命的“文化领袖”及墨西哥近代教育的缔造者，也是现代墨西哥发展过程中极具影响力和争议性的人物之一。瓦斯孔塞洛斯曾于1920年担任墨西哥国立自治大学校长，其后出任阿尔瓦罗·奥布雷贡政府的教育部长，负责推动教育改革、在全国普及教育，1924年辞去教長职务後曾參選瓦哈卡州长、墨西哥總統但均以落選告終。晚年潜心文学创作，著有自传体小说《克里奥尔人尤利西斯》等。在哲学领域，其思想具有文化民族主义色彩，其提出的“宇宙种族”哲学思想影响了墨西哥社会文化、政治以及经济政策的各个方面。

## 早年生涯
何塞·巴斯孔塞洛斯於1882年2月27日生于墨西哥瓦哈卡，是海关官员伊格纳西奥·巴斯孔塞洛斯·巴雷拉（Ignacio Vasconcelos Varela）與卡门·卡尔德隆·孔德（Carmen Calderón Conde）之子。在3岁时，全家迁往美墨边界的萨萨贝，1887年，又随家庭移居到科阿韋拉州临近美國的皮埃德拉斯內格拉斯，並在一年後開始在對岸美国伊格爾帕斯的学校就读，同时學習西班牙文和英文，在校期间，他和其他墨西哥人时常受到盎格魯-薩克遜人同学的歧视，因此與盎格魯-薩克遜人争论不断，而在美国就读的经历也成為他日後主张“宇宙种族”思想的先兆:464:321。
由于父亲频繁更换工作，巴斯孔塞洛斯童年一直四处漂泊，曾在托卢卡、墨西哥城及坎佩切等地居住就学，最终定居坎佩切，在坎佩切期间，他阅读了一些法国文学作品，随即又回到墨西哥城就读全国顶尖的国立预科学校，在预科学校学习期间，他经历了母亲的逝世，後升入国立法学院（今墨西哥国立自治大学法学院）就读，1905年，他以论文《法律的动态理论》（Teoría dinámica del derecho）取得法学学士学位，升入同校研究所就读，在赫苏斯·乌里亚特的介绍下进入法院兼职，还参加了由多明尼加人佩德罗·恩里克斯·乌雷尼亚主办的青年文艺协会，阅读了乌拉圭作家何塞·恩里克·罗多的《爱丽儿》，思想转向民族主义:132-133。1909年，他與阿方索·雷耶斯、安東尼歐·卡索、马丁·路易斯·古斯曼、迭戈·里维拉等人创建了墨西哥青年文艺协会，旨在推广文化民族主义，反对波菲里奥·迪亚斯的实证主义，以构建一个新的墨西哥社会、文化体系:133。
從墨西哥国立法学院毕业後，巴斯孔塞洛斯来到美国华盛顿特区的华纳、约翰和高尔斯顿（Warner, John, and Galston）律师事务所任职:133，与此同时，他结识了政治家弗朗西斯科·馬德羅，并加入了马德罗创建的反对连选连任俱乐部，成为该黨報刊《反对连选连任主义者》（El Antireeleccionista）的主编之一，旨在反对迪亚斯的独裁统治，该刊物引起了迪亚斯的注意，並於1909年9月30日遭到政府取締，巴斯孔塞洛斯與同侪费利克斯·帕拉维契尼也为此被迫躲藏了一阵子。
1910年，在紀念墨西哥獨立鬥爭一百週年的活動期间，青年协会在國立法學院大會堂舉辦了一系列講座，9月12日舉行閉幕講座，由身为协会主席的巴斯孔塞洛斯主講。他的演講主題是“加比諾·巴雷達先生與當代思想”（Don Gabino Barreda y las ideas contemporáneas），帶有辯證的意味，他肯定了法国哲学家奥古斯特·孔德思想對墨西哥舊教育体系的贡献，但也批判了这种实证主义所主张的决定论和机械论，以及以加比諾·巴雷達为代表的“科学派”团体之意识形态對墨西哥社会进步的阻碍:136-137，此演讲的內容得罪了迪亚斯，巴斯孔塞洛斯随即遭到当局通缉，被迫前往美国纽约，三个月後才返國建立了自己的律师事务所，与此同时，试图透过选举击败迪亚斯的马德罗亦一度在聖路易斯波托西被当局监禁，其父亲将其保释後，便偷渡到美国德州的圣安东尼奥，提出了「聖路易斯波托西計劃」以推翻迪亚斯政权:32-33。作为對马德罗的报复，墨西哥当局迫使巴斯孔塞洛斯关闭了律师事务所，他再度被迫流亡至美国，並充当马德罗與华府的牵线人:33。

## 墨西哥革命期间

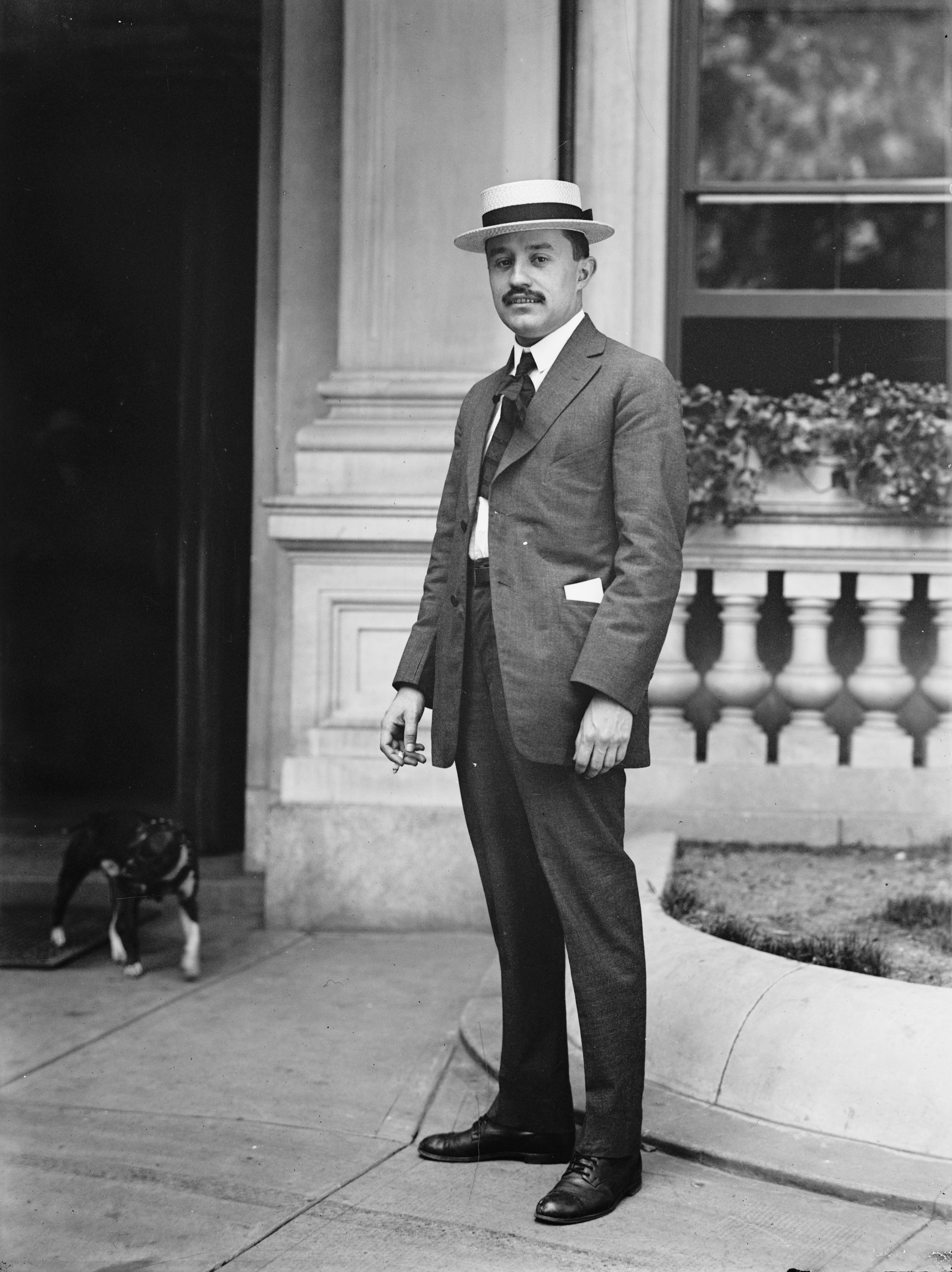
1914年的巴斯孔塞洛斯

1910年11月，潘乔·比利亚、埃米利亞諾·薩帕塔等人发动战争推翻了迪亚斯政权，迫使迪亚斯流亡法国，馬德羅也随即在革命派迎接下回國出任總統，马德罗创建的反对连选连任俱乐部随即改组为進步立憲黨，而巴斯孔塞洛斯也得以返回墨西哥城，出任该黨的执行委员会副主席:33，巴斯孔塞洛斯还與墨西哥青年文艺协会的一些成员倡导建立了墨西哥人民大學，这个教育机构旨在透过传授技術性、實務性和即時實用性的课程及人文主义课程，发展成人教育，该校的设立也为其日后担任教育部长时大力發展各項教育專案的行动奠定了基礎。
马德罗就任总统後并未兑现對萨帕塔等农民起义军的承诺，拒绝给予农民土地，引发了后者的不满，马德罗與萨帕塔的支持者也因此爆发战争，军人維多利亞諾·韋爾塔便利用两派人马的矛盾发动政变，推翻了马德罗，自任总统，巴斯孔塞洛斯则被迫流亡欧洲，1913年3月，马德罗的亲信貝努斯蒂亞諾·卡蘭薩任命巴斯孔塞洛斯为機要特務，1914年7月，卡兰萨击败韦尔塔，取得政权，並任命巴斯孔塞洛斯为国立预科学校校长，但他很快便在阿瓜斯卡连特斯会议上因與卡兰萨意见不合而宣布辞职，随即遭到监禁，但他随即脱逃並投靠了阿瓜斯卡连特斯会议推举的总统歐拉利奧·古鐵雷斯:133:33-34，並被古鐵雷斯任命为教育部长，但古鐵雷斯與卡兰萨、萨帕塔、比利亚等革命派领袖关系欠佳，加上势力不敌后者，1915年1月16日，比利亚、萨帕塔的部队攻占了墨西哥城，古鐵雷斯、巴斯孔塞洛斯等人则被迫逃离首都，迁都聖路易斯波托西，巴斯孔塞洛斯随即於当年3月從阿羅約博士市營地前往美國國務院，向美国政府提交国书，並提交了一份關於古鐵雷斯撤出墨西哥城並在新萊昂州建立政府的事件的回顧档案，试图争取美国政府的外交承认。
1915年4月，另一位军事领袖阿尔瓦罗·奥夫雷贡在塞拉亚战役击败了潘乔·比利亚，巴斯孔塞洛斯被迫流亡国外，而美国政府则於当年10月承认貝努斯蒂亞諾·卡蘭薩的政府为墨西哥的合法政府，巴斯孔塞洛斯随即淡出公共事务，潜心创作，1916年，他得到了南美洲一家国际学校的聘书，前往南美洲任职:34，巴斯孔塞洛斯还在秘鲁待了6个月，结识了里卡多·帕尔马、曼努埃尔·冈萨雷斯·普拉达、阿夫拉姆·巴尔德洛马等知名作家，巴斯孔塞洛斯在离开秘鲁後仍然對秘鲁對他的接纳表示感谢，並曾以散文记叙在秘鲁的这段经历。离开秘鲁後，巴斯孔塞洛斯再度来到美国，先后居住在纽约、加州，担任过律师，直到卡兰萨於1920年在奥夫雷贡發動的一场军事政变中被暗杀身亡，他才决定返回墨西哥:34:58。

## 后革命时代

### 主掌教育部门

由巴斯孔塞洛斯设计的墨西哥国立自治大学校徽

1920年5月，貝努斯蒂亞諾·卡蘭薩遇刺身亡，阿道弗·德拉韦尔塔成为临时总统，巴斯孔塞洛斯随即返回墨西哥，随后被韦尔塔任命为墨西哥国立自治大学的校长，在就职仪式上，他发表演讲指出墨西哥的大學已经腐朽扭曲，並主张该大学为民而生:61-62。受羅多的爱丽儿主义的影响，他重新设计了这所大学的校徽，其中心绘有一幅拉丁美洲地图，两边分别有一只墨西哥雄鹰和象征南美洲的安第斯神鹫护卫，校徽中写有格言“为了我的种族，文化将发扬光大”（Por mi raza hablará el espíritu），背景亦添加了墨西哥中部的火山山脉和仙人掌，這个徽章寓意着拉丁美洲的一体化，巴斯孔塞洛斯也藉由这个新校徽试图将自由的新思潮及团结国民的思想引入校园:134。
1920年9月，工党领袖阿尔瓦罗·奥夫雷贡在当年的总统大选中胜出，接替阿道弗·德拉韦尔塔出任总统:471，奥夫雷贡上任后亟需重建在10年内战中被蹂躏的墨西哥，便决定大力支持教育事业，修法重建了卡兰萨在任期间被废除的墨西哥公共教育部，以扭转教育资源分配不均、天主教會垄断乡村教育的局面，巴斯孔塞洛斯也在墨西哥国内四处奔走，以寻求民众對该国教育改革的支持，1921年10月12日，奥夫雷贡任命他为公共教育部长:323:34。
巴斯孔塞洛斯上任後，便對墨西哥的教育系统进行了大刀阔斧的改革:134-135，试图建造公立的农村学校及乡村师范学校、聘请合格的乡村教师、在全国普及乡村教育，开设聚焦於乡村生活的课程，以教化农村居民，使他们在文化上融入墨西哥主流社会:324:346-347。巴斯孔塞洛斯还向乡村派出了由社工、医护人员、教师等组成的文化讲习團，他们在各村镇流动工作，负责培训教师、帮助村民识字，亦对乡村的经济发展提出指导意见。由于中央政府资金有限，加上师资欠缺，天主教会建立的学校在部分乡村仍然占据主导地位，为了让不谙西班牙语的墨西哥原住民融入国家，巴斯孔塞洛斯转而鼓励教会学校为原住民提供双语教育机会，参与政府主持的扫盲运动:36。巴斯孔塞洛斯还為擴大後的公立學校系統印製了大量教材，但当时的知识界對於如何评介墨西哥革命未能達成共识，因此，迪亞斯政權時期由教育部長谢拉主持編寫的早期歷史教材仍被广泛沿用。公共教育部还组建了图书馆组，负责在全国发展民众图书馆。与此同时，巴斯孔塞洛斯也委托了艺术家在公共建筑的墙壁上创作壁画，发起了墨西哥壁畫運動，迭戈·里韋拉，何塞·克萊門特·奧羅斯科與大衛·阿爾法羅·西凱羅斯等知名画家都参与了此次艺术运动，他们展现了该国的民族服饰及手工艺品等，试图提升墨西哥人的国族认同。

### 边缘化

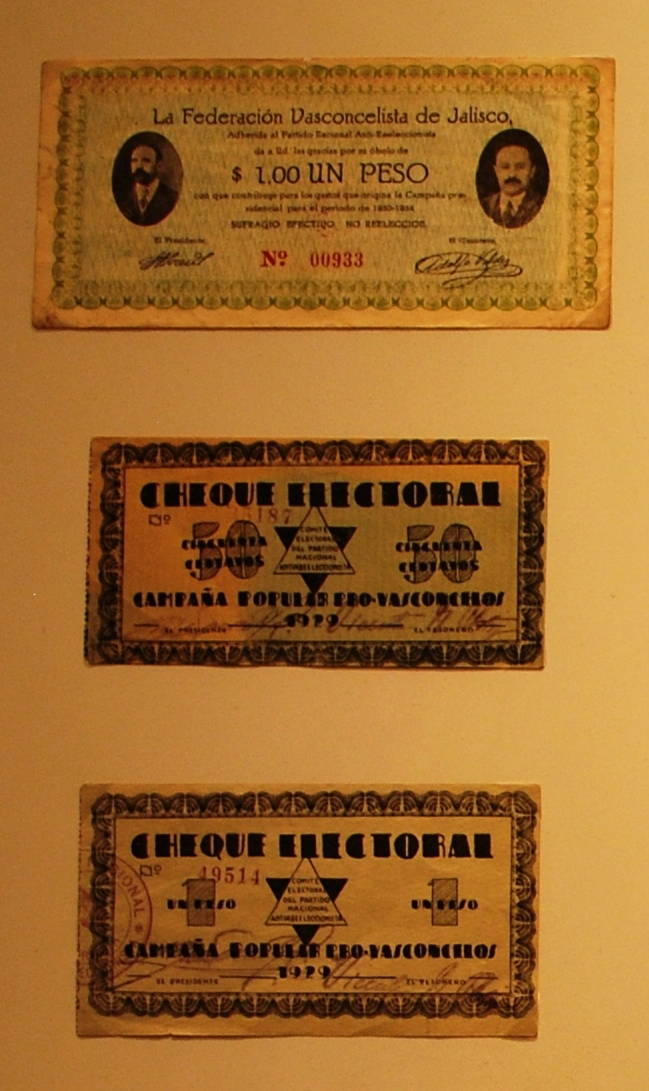
1929年大选期间，巴斯孔塞洛斯阵营的政治献金收据

1924年，普卢塔科·埃利亚斯·卡列斯就任总统，巴斯孔塞洛斯因与其意见不合而於6月30日离职。美国学者约翰·哈多克斯认为他的辞职标志着墨西哥革命的转折，高地酋對政权的掌控和文化民族主义者的边缘化，随即作为独立候选人参加了家乡瓦哈卡州的州長选举:30。当年，瓦哈卡州長曼努埃尔·加西亚·维希尔参加了由前总统阿道弗·德拉韦尔塔发动的叛乱，但迅速遭到卡列斯、奥夫雷贡的镇压，维希尔被处决，伊薩克·M·伊瓦拉將軍被当局任命為臨時州長，負責改組該州的行政部門，消弭维希尔的影响力，亦改变了该州的政治生态环境:19-21。在州长选举中，他未能擊敗受到当局支持的對手奧諾弗雷·希門尼斯（Onofre Jiménez），最终败选:40-41。巴斯孔塞洛斯也被迫流亡到西班牙，並於1925年在巴塞罗那發表了哲学作品《宇宙种族》。第二年又前往美国，在芝加哥大学任教至1928年，随即返回墨西哥。
1928年7月1日，由于卡列斯修改宪法，奥夫雷贡得以再度参加当年的墨西哥总统大选，並以100%的得票率胜出:472，但未及就任便於7月17日遇刺身亡。埃米利奧·波特斯·希爾出任总统，但实权仍然掌控在卡列斯手上，卡列斯还组建了革命制度党，吸收了墨西哥全国大部分的地方高地酋，该黨也因此成为墨西哥最大的政党:58-60。当局也于1929年重新举行总统大选，巴斯孔塞洛斯作为进步宪政党的候选人参加了是次总统大选，並为此積極競選動員了全国民眾，亦承諾当选後賦予女性選舉權，最终不敌革命制度党的帕斯夸尔·奥尔蒂斯·鲁维奥，败选後的巴斯孔塞洛斯拒绝承认选举结果，指控革命制度党操纵选举，並呼籲支持者發動全國性起義，但從未实现，失望的巴斯孔塞洛斯随即前往美国，而奥尔蒂斯·鲁维奥的胜选，也标志着革命制度党71年执政的开始。

### 再度流亡
再度来到美国後，巴斯孔塞洛斯在墨侨聚居的多个城市呼籲武裝鬥爭，推翻墨西哥执政的革命制度党，亦向報社投稿，然而，他的行为不仅沒有激勵墨西哥的追隨者，反而引起了墨西哥外交部和美國政府的關切。1930年3月初，哥伦比亚《时代报》社长愛德華多·桑托斯邀请巴斯孔塞洛斯前往哥國演讲，他也萌生了在中南美洲進行一次巡迴演講的想法，以為他的新书出版事業籌集資金:29，3月24日，巴斯孔塞洛斯搭乘“巴拿馬號”离开美国，来到巴拿马，该国教育部長及他的支持者歡迎了他的到來，在巴國，他发表了一系列演讲，同时谴责卡列斯，亦哀叹墨西哥执政府破坏教育成果的现实。随后，他又前往哥斯达黎加、哥伦比亚、厄瓜多的大學巡迴演講，講述了自己的政治理念及作為流亡“民選總統”的不幸境遇，又离开厄瓜多前往古巴與妻儿相聚，同时在当地的大学授课、写作，当年，他还在洪都拉斯、萨尔瓦多进行了演讲，直到当年12月25日返回纽约:29-30。翌年，他前往法国、西班牙。
出于對西班牙發展前景的失望，巴斯孔塞洛斯开始筹划一场阿根廷之旅，在阿根廷友人阿尔弗雷多·帕拉西奥斯的邀请及國立拉普拉塔大學的支持下，他於1933年9月乘船前往阿根廷，直到1935年1月离开。在拉普拉塔大学，他与西盖罗斯就墨西哥政权的本质进行了争论，而他的声望也因此大跌，在文艺界，他的傲慢及偏激的思想也招致了里卡多·罗哈斯、维多利亚·奥坎波等人的排斥。尽管如此，拉普拉塔大学的校长里卡多·里韦内还是为他提供了教授伊比利亞-美洲社會學課程的機會，巴斯孔塞洛斯自己也时常向《批判報》投稿以维持生计，而画家贝尼托·金克拉·马丁、探戈舞曲作家桑托斯·迪塞波洛则与他交好。在布宜诺斯艾利斯，巴斯孔塞洛斯还找到了自己的思想同道，思想日趋倾向沙文主义、反犹太主义及纳粹主义:32-40。
在流亡国外期间，巴斯孔塞洛斯所有試圖影響墨西哥政壇的嘗試都以失敗告終，随着时间的流逝，其部分支持者（反連任主義者）则與当局和解，重返政壇，但巴斯孔塞洛斯却指責他们向卡列斯主義者投降，背叛了1929年11月選舉的精神。反連任主義者则對巴斯孔塞洛斯的批評感到不满，宣布與其决裂:31。1935年再度赴美後，巴斯孔塞洛斯却选择了与卡列斯和解，当时的卡列斯正因與拉萨罗·卡德纳斯意见不合被迫流亡美国。与此同时，巴斯孔塞洛斯也发表了自传体小说《克里奥尔人尤利西斯》、哲学研究书籍《美学》、《哲学思想史》等:40-41。

### 晚年及逝世

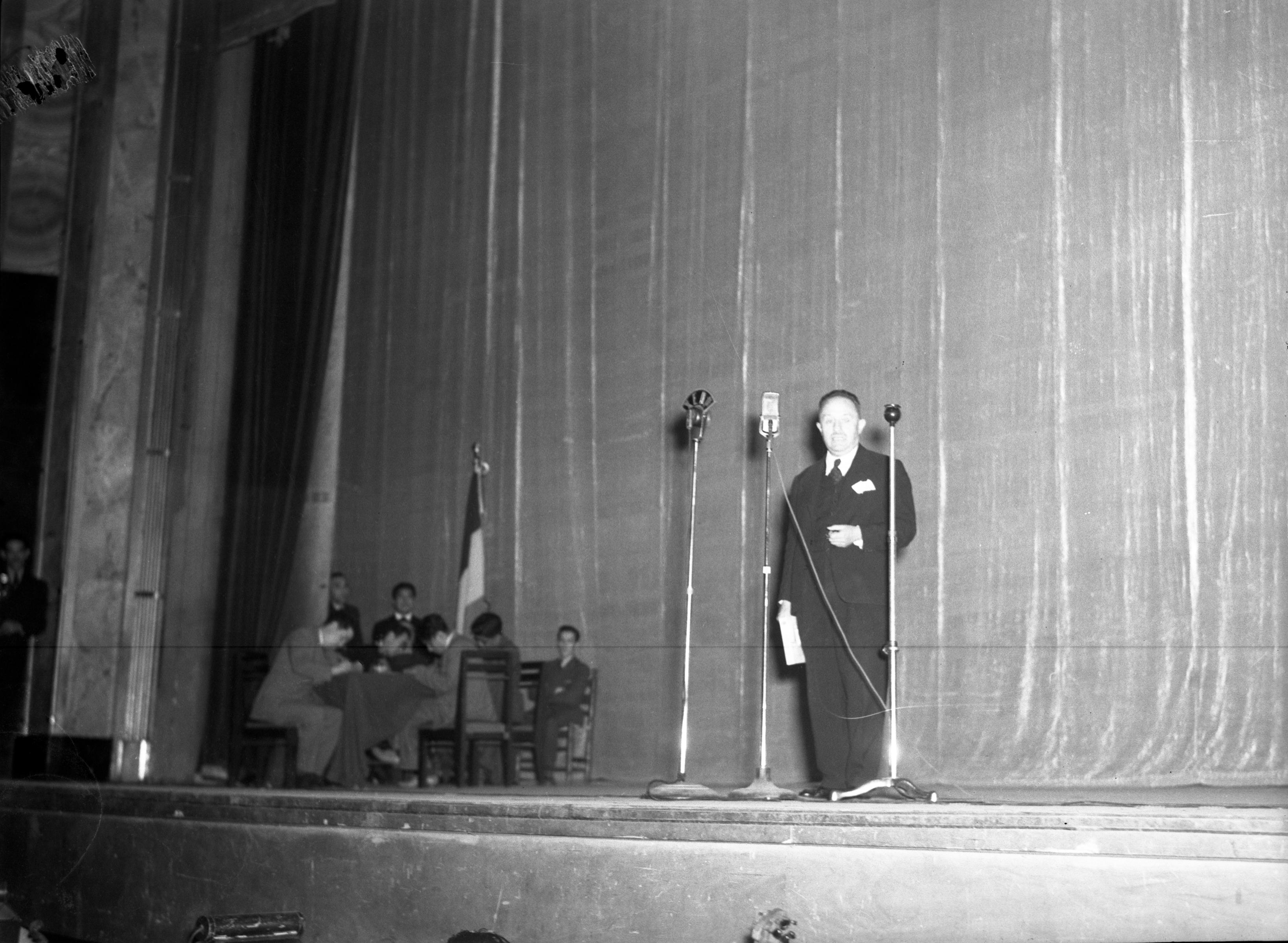
1941年8月，巴斯孔塞洛斯在墨西哥艺术宫参加文化日會議

1938年，拉萨罗·卡德纳斯表示不反对巴斯孔塞洛斯返回墨西哥，同时，美国政府也拒绝为他的签证延期，他只好從美国亞利桑那州諾加利斯驾车越境回到墨西哥城，隐居在特拉科帕克，随后，他成为亲法西斯主义的雜誌《大陸雜誌》（Revista continental）的编者，同時完成了他的《哲學手冊》（Manual de filosofía）。1941年，他被当局任命為墨西哥國家圖書館館長，在此期间，他还參與創建了文化组织墨西哥國立學院，並成為後者的創始成員之一。1947年，他还獲得了母校墨西哥國立自治大學的榮譽博士學位:41。
晚年的巴斯孔塞洛斯将重心放在写作上，鲜少参与政治活动。1958年，他当选为國際哲學學會聯合會副主席。1959年6月30日，巴斯孔塞洛斯在墨西哥城家中因病逝世，起初葬於花園公墓，1985年，他的遺體被移至墨西哥城都主教座堂。